# Aly Abou Eleinen
Aly Abou Eleinen (* 1. Januar 2000 in Alexandria) ist ein ägyptischer Squashspieler. 

## Karriere
Aly Abou Eleinen begann seine Karriere im Jahr 2021 und gewann bislang drei Titel auf der PSA World Tour. Seine beste Platzierung in der Weltrangliste erreichte er mit Rang zehn am 26. Mai 2025. Er erhielt sowohl 2021 als auch 2022 eine Wildcard für das Hauptfeld beim El Gouna International. 2022 erreichte er dabei das Achtelfinale, in dem er gegen Tarek Momen ausschied. Nach zunächst drei Finalniederlagen gelang Eleinen in Bremen im August 2022 schließlich der erste Endspielerfolg und damit auch erste Titelgewinn auf der World Tour. Im November 2022 gewann er auch ein World-Tour-Turnier in London. Mit der ägyptischen Nationalmannschaft gewann er im Juni 2023 den WSF World Cup.
Er studierte von 2018 bis 2022 an der University of Pennsylvania, für die er auch im College Squash aktiv war.

## Erfolge
- Gewonnene PSA-Titel: 3